# Fale atmosferyczne

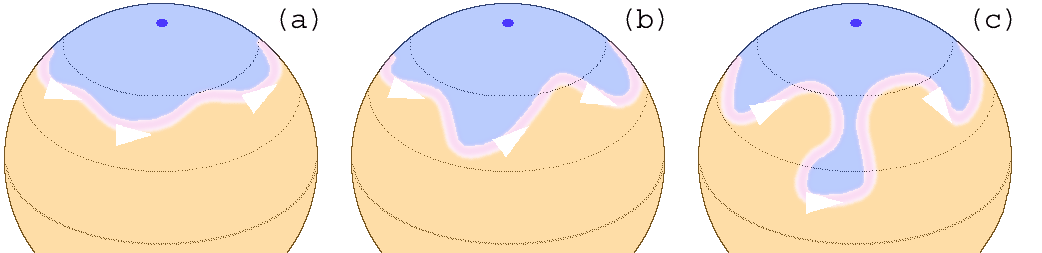
Planetarne fale Rossby’ego są prawie zawsze widoczne na górnych mapach synoptycznych

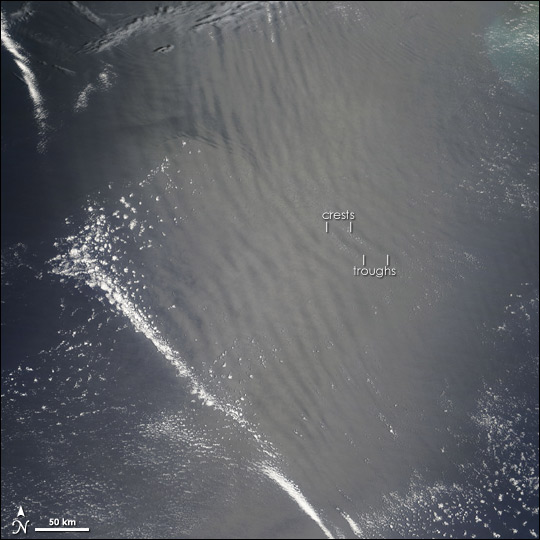
Fale inercyjno-grawitacyjne w atmosferze nad Morzem Arabskim. Na zdjęciu zaznaczona jest długość fali

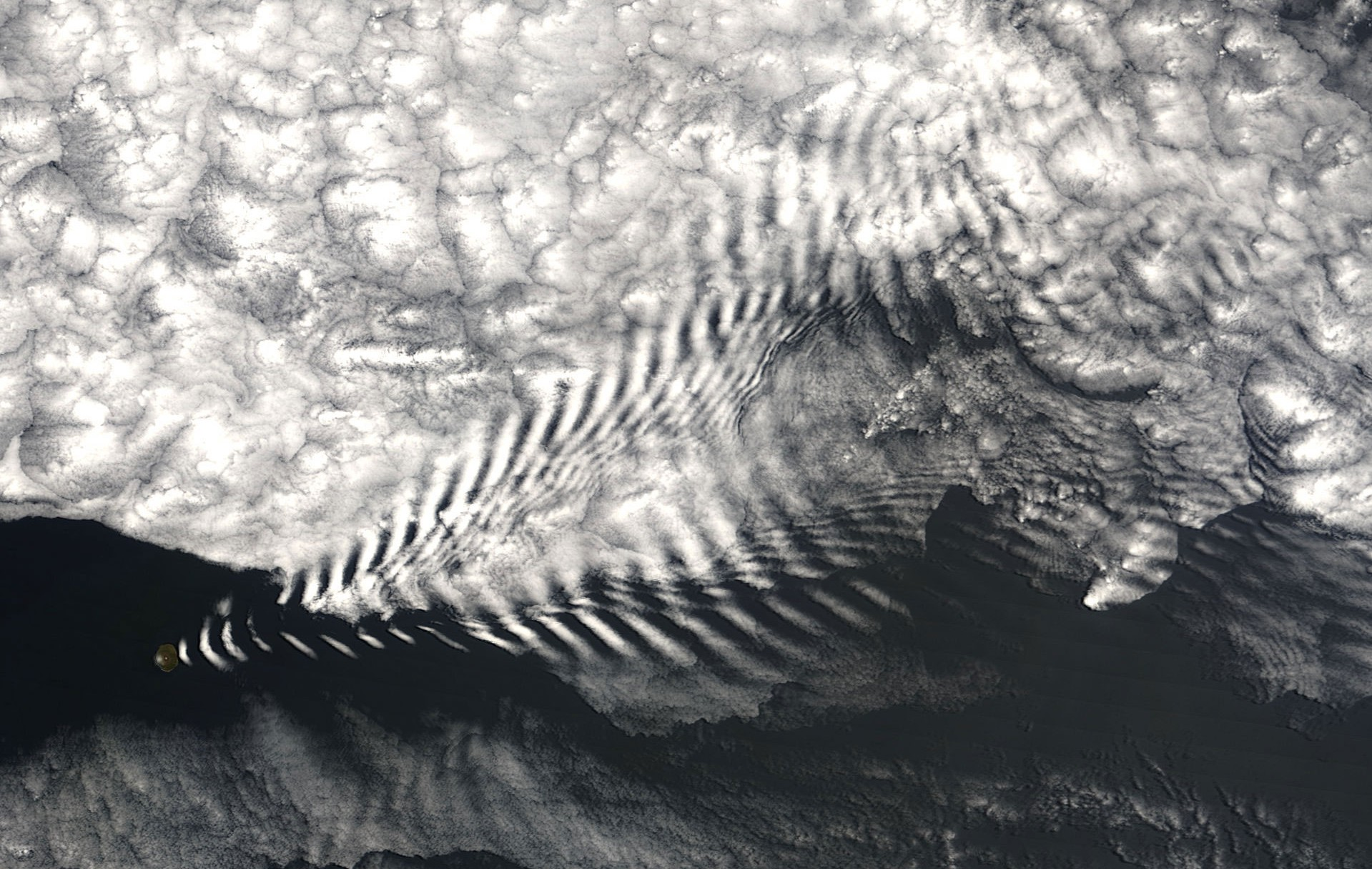
Falowe chmury związane z przepływem ponad wyspą Amsterdam na południowym Oceanie Indyjskim

Fale atmosferyczne – periodyczne oscylacje zmiennych meteorologicznych takich jak ciśnienie, temperatura, wysokość geopotencjału. Fale atmosferyczne mogą mieć okres od ułamków sekund do kilku miesięcy. Przykładami fal atmosferycznych są fale dźwiękowe, fale inercyjno-grawitacyjne (analogiczne do fal na wodzie),
fale Rossby’ego, fale Kelvina, fale Yanai.

## Mechanizmy
Zaburzenia atmosfery wywołujące ruch falowy związane są z różnymi efektami – zarówno dynamicznymi jak i termicznymi. Duże pasma górskie, zwłaszcza ułożone z północy na południe takie jak Góry Skaliste, są źródłem fal planetarnych o skali ok. 6000 km. Podobny efekt może być wywołany przez kontrast temperatury pomiędzy oceanem i atmosferą. Lokalne ogrzewanie terenu może być przyczyną powstania głębokiej konwekcji i propagacji fal grawitacyjnych o znacznie mniejszych skalach przestrzennych. Często z falami atmosferycznymi związane są nazwane zjawiska meteorologiczne. Np. fala Kelvina (oddziałująca z konwekcją) jest utożsamiana z oscylacjami Maddena-Juliana w atmosferze tropikalnej, fale Rossby’ego związane są z powstawaniem wyżów i niżów.
Fale atmosferyczne wywołują zjawiska, dzięki którym poza zmianami ciśnienia można stwierdzić istnienie fal w atmosferze. Zmiany ciśnienia nad morzem wywołują deformację powierzchni morza. Na zdjęciu obok ciemniejsze pasy (troughts) to doliny powierzchni wody wywołane zwiększonym ciśnieniem, jaśniejsze pasy (crests) grzbiety powierzchni wody, odpowiadają niskiemu ciśnieniu w atmosferze. W obszarach niskiego ciśnienia przebiega proces kondensacji pary wodnej, którego efekt w postaci drobnych chmur jest widoczny na zdjęciu. Na kolejnym zdjęciu widać wyraźnie bezchmurne paski wyższego ciśnienia i zachmurzone paski niskiego ciśnienia.
Fale atmosferyczne na zdjęciu obok powstają na granicy ciepłego i zimnego powietrza, która jest widoczna jako wyraźny pas chmur.

## Rodzaje fal
- fale dźwiękowe
- fale inercyjno-grawitacyjne
- wewnętrzne fale grawitacyjne – rozchodzą się w powietrzu ze stabilną stratyfikacją
- fale Rossby’ego - występujące na dużych szerokościach geograficznych
- fala Kelvina
- mieszane fale lub sprzężone z procesami konwekcyjnymi